# Metacopina
Metacopina is een onderorde van uitgestorven kreeftachtigen uit de klasse van de Ostracoda (mosselkreeftjes).

## Taxonomie

### Superfamilies
- Healdioidea Harlton, 1933 †
- Quasillitoidea Coryell & Malkin †
- Thlipsuroidea Ulrich, 1894 †

### Familie
- Krausellidae Berdan in Benson et al., 1961 †